# La Couture (Vendée)
La Couture ist eine französische Gemeinde mit 229 Einwohnern (Stand: 1. Januar 2022) im Département Vendée in der Region Pays de la Loire; sie gehört zum Arrondissement Fontenay-le-Comte und zum Kanton Mareuil-sur-Lay-Dissais.

## Geographie
La Couture liegt etwa 20 Kilometer südöstlich von La Roche-sur-Yon am Lay, der am Süd- und am Ostrand der Gemeinde fließt. Das Gemeindegebiet gehört zum Regionalen Naturpark Marais Poitevin. Umgeben wird La Couture von den Nachbargemeinden Mareuil-sur-Lay-Dissais im Norden und Osten, Péault im Südosten, La Bretonnière-la-Claye im Süden sowie Rosnay im Westen.

## Bevölkerungsentwicklung
| Jahr                      | 1962 | 1968 | 1975 | 1982 | 1990 | 1999 | 2006 | 2013 |
| Einwohner                 | 181  | 139  | 148  | 153  | 169  | 161  | 189  | 215  |
| Quelle: Cassini und INSEE |      |      |      |      |      |      |      |      |

## Sehenswürdigkeiten

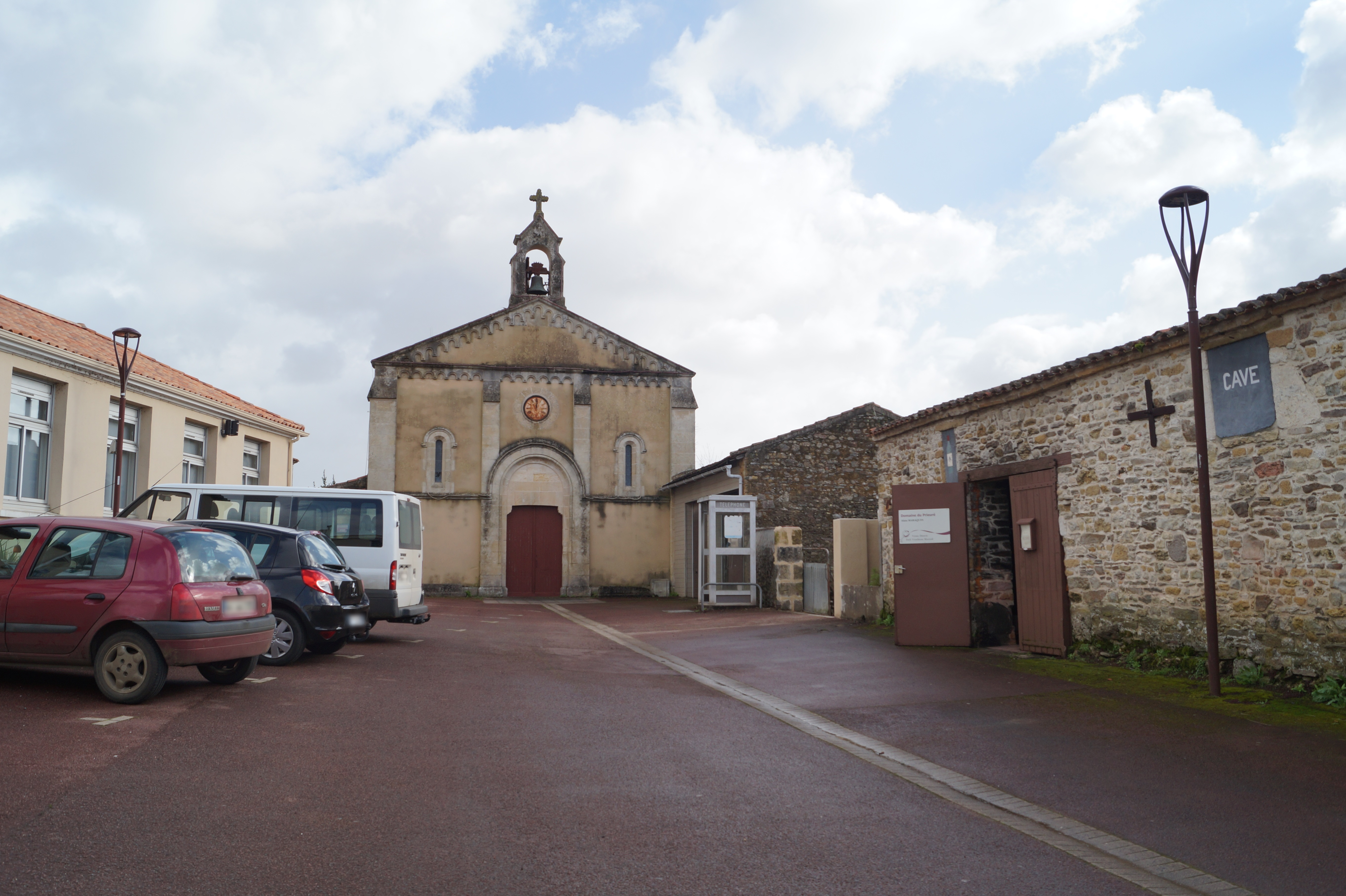
Kirche Notre-Dame-de-l’Assomption

- Kirche Notre-Dame-de-l’Assomption